# Rhinogobius davidi
Rhinogobius davidi es una especie de pez de la familia de los Gobiidae en el orden de los Perciformes.

## Morfología
Los machos pueden llegar a alcanzar los 5,4 cm de longitud total.

## Hábitat
Es un pez de Agua dulce y de clima templado.

## Distribución geográfica
Se encuentran en Asia: la China.

## Observaciones
Es inofensivo para los humanos.